# ロードランナー・ユナイテッド
ロードランナー・ユナイテッド (RoadRunner United) は、ロードランナー・レコード25周年を記念して命名されたプロジェクト。アルバム『オールスター・セッションズ』 (The All-Star Sessions) には、新旧45の所属バンドから55名が参加した。

## 収録曲
1. ザ・ダガー The Dagger
  - ハワード・ジョーンズ - ヴォーカル
  - ロバート・フリン - リズム・ギター
  - ジョーダン・ウィーラン  - リズム・ギター
  - ジェフ・ウォータース - ギター・ソロ
  - クリスチャン・オールド・ウォルバース - ベース
  - アンドールズ・ヘリック - ドラムス
2. ジ・エネミー The Enemy
  - マーク・ハンター - ヴォーカル
  - ディーノ・カザレス - リズム・ギター
  - アンドレアス・キッサー - ギター・ソロ、アコースティック・ギター
  - ポール・グレイ - ベース
  - ロイ・マイヨルガ - ドラムス
3. アナイアレイション・バイ・ザ・ハンズ・オヴ・ゴッド Annihilation By The Hands Of God
  - グレン・ベントン - ヴォーカル
  - マット・デヴリーズ - リズム・ギター
  - ロブ・バレット - リズム・ギター
  - ジェイムズ・マーフィー - ギター・ソロ
  - スティーヴ・ディジョルジオ - フレットレス・ベース
  - ジョーイ・ジョーディソン - ドラムス
4. イン・ザ・ファイアー In The Fire
  - キング・ダイアモンド - ヴォーカル
  - マシュー・ヒーフィー - リード・ギター、リズム・ギター、アコースティック・ギター
  - コリー・ビューリュー - リード・ギター、リズム・ギター
  - マイク・ダントニオ - ベース
  - デイヴ・チャヴァッリ - ドラムス
5. ジ・エンド The End
  - マシュー・キイチ・ヒーフィー - ヴォーカル、ギター・ソロ
  - ディーノ・カザレス - リズム・ギター
  - ナジャ・ピューレン - ベース
  - ロイ・マイヨルガ - ドラムス
  - ローガン・メイダー - メロディック・ギター・ハーモニックス
  - ライス・フルバー - キーボード、プログラミング
6. タイアード・ン・ロンリー Tired ‘N’ Lonely
  - キース・カピュート - ヴォーカル、キーボード
  - マット・バウムバック - リズム・ギター
  - トミー・ナイメアー - リズム・ギター
  - エイシー・スレイド - リズム・ギター
  - ジェイムズ・ルート - ギター・ソロ、ハーモニー・ギター
  - ジョーイ・ジョーディソン - ドラムス
7. インディペンデント （ヴォイス・オヴ・ザ・ヴォイスレス） Independent (Voice Of The Voiceless)
  - マックス・カヴァレラ - ヴォーカル
  - ロバート・フリン - ギター、3パート・ギター・ハーモニー、キーボード
  - ジョーダン・ウィーラン  - リズム・ギター
  - ジェフ・ウォータース - ギター・ソロ
  - クリスチャン・オールド・ウォルバース - ベース
  - アンドールズ・ヘリック - ドラムス
8. ドーン・オヴ・ア・ゴールデン・エイジ Dawn Of A Golden Age
  - ダニ・フィルス - ヴォーカル
  - マシュー・キイチ・ヒーフィー - リード・ギター、リズム・ギター
  - ジャスティン・ハグバーグ - リズム・ギター
  - ショーン・マローン - ベース
  - マイク・スミス - ドラムス
9. ザ・リッチ・マン The Rich Man
  - コリィ・テイラー - ヴォーカル
  - ロバート・フリン - リズム・ギター、キーボード
  - ジョーダン・ウィーラン  - リズム・ギター
  - クリスチャン・オールド・ウォルバース - ベース
  - アンドールズ・ヘリック - ドラムス
10. ノー・ウェイ・アウト No Way Out
  - ダリル・パルンボ - ヴォーカル
  - マット・バウムバック - ギター、ベース
  - ジョーイ・ジョーディソン - ドラムス、ベース
  - ジャンキー XL - プログラミング、シンセサイザー
11. バップタイズド・イン・ザ・レデンプション Baptized In The Redemption
  - デズ・ファファーラ - ヴォーカル
  - ディーノ・カザレス - リズム・ギター
  - アンドレアス・キッサー - ギター・ソロ、ワウワウ
  - ポール・グレイ - ベース
  - ロイ・マイヨルガ - ドラムス
12. ローズ Roads
  - ミカエル・オーカーフェルド - ヴォーカル
  - ジョッシュ・シルヴァー - キーボード、バッキング・ヴォーカル
13. ブラッド & フレイムズ Blood & Flames
  - ジェシー・デイヴィッド・リーチ - ヴォーカル
  - マシュー・キイチ・ヒーフィー - リード・ギター、リズム・ギター、アコースティック・ギター
14. コンスティテューション・ダウン Constitution Down
  - カイル・トーマス - ヴォーカル
  - マット・デヴリーズ - リズム・ギター
  - ロブ・バレット - リズム・ギター、トレードオフ・ソロ
  - ジェイムズ・マーフィー - ギター・ソロ（イントロ）
  - アンディ・ラ・ロック - トレードオフ・ソロ
  - スティーヴ・ディジョルジオ - フレットレス・ベース
  - ジョーイ・ジョーディソン - ドラムス
15. アイ・ドント・ワナ・ビー （ア・スーパーヒーロー） I Don't Wanna Be (A Superhero)
  - マイケル・グレイヴス - ヴォーカル
  - マシュー・キイチ・ヒーフィー - リード・ギター、リズム・ギター
  - ジャスティン・ハグバーグ - リズム・ギター
  - マイク・ダントニオ - ベース
  - デイヴ・チャヴァッリ - ドラムス
16. アーミー・オヴ・ザ・サン Army Of The Sun
  - ティム・ウィリアムス - ヴォーカル
  - ロバート・フリン - リズム・ギター
  - ジョーダン・ウィーラン  - リズム・ギター
  - クリスチャン・オールド・ウォルバース - ベース
  - アンドールズ・ヘリック - ドラムス
17. ノー・マス・コントロール No Mas Control
  - クリスティアン・マチャド - ヴォーカル
  - ディーノ・カザレス - リズム・ギター
  - マイク・サーキシャン - ハーモニー・ギター
  - アンドレアス・キッサー - ハーモニー・ギター
  - マルセロ・ディアス - ベース
  - デイヴ・マクレイン - ドラムス
18. エネミー・オヴ・ザ・ステイト Enemy Of The State
  - ピーター・スティール - ヴォーカル、キーボード
  - スティーヴ・ホルト - リズム・ギター、アコースティック・ギター、スライド・ギター
  - デイヴ・パイバス - ベース
  - ジョーイ・ジョーディソン - ドラムス
  - ジョッシュ・シルヴァー - キーボード、サンプル

DVD
- ロードランナー・オフィス映像
- ディーノ・セッションズ （ロサンゼルス）
- ロバート・セッションズ （オークランド）
- マシュー・セッションズ （フロリダ）
- ジョーイ・セッションズ （アイオワ）